# Ayreon

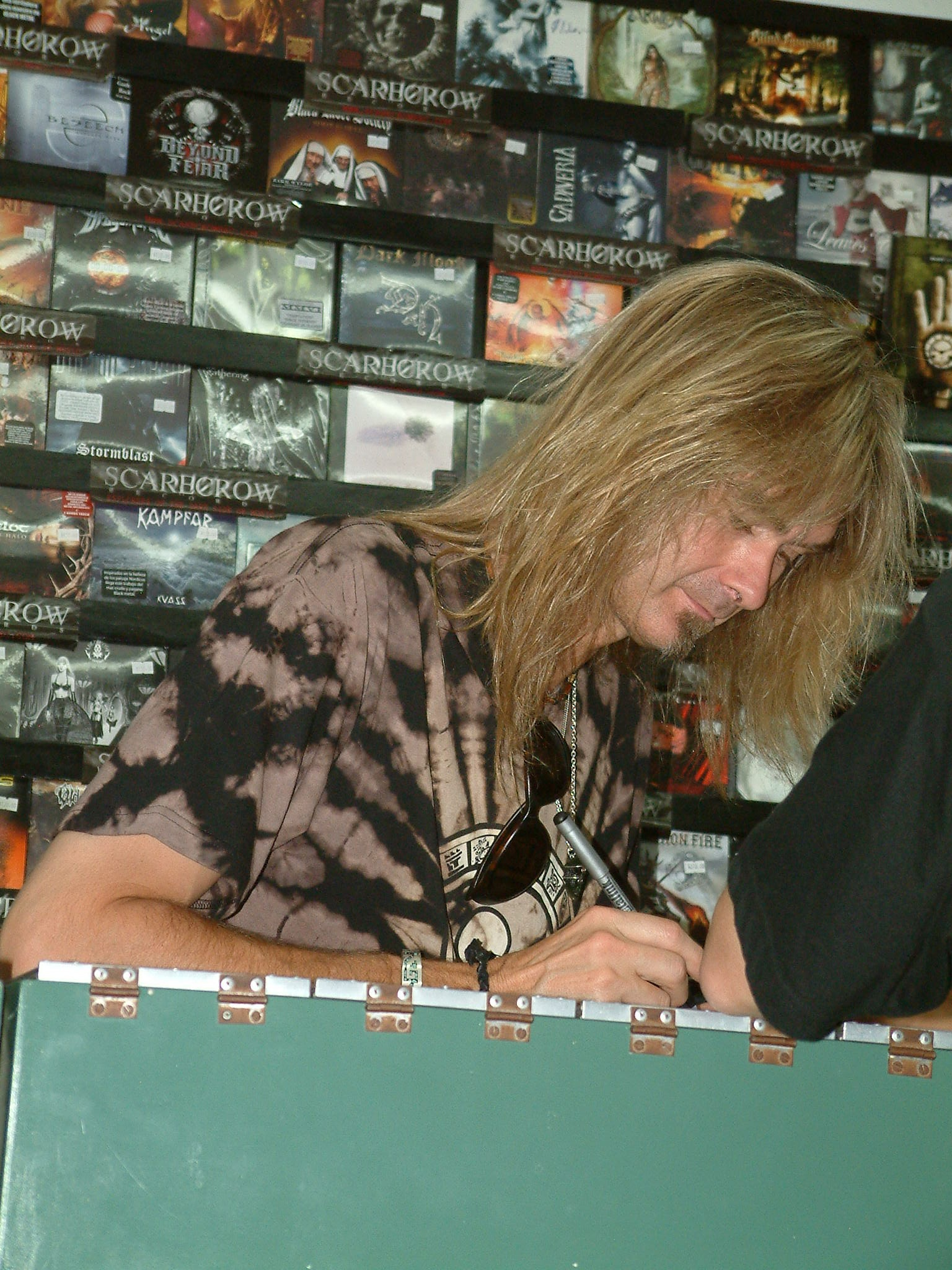
Arjen Anthony Lucassen, 2006.

Ayreon är ett nederländskt progressiv metalband som skapades 1995 och utvecklades av gitarristen Arjen Anthony Lucassen, tidigare medlem av gruppen Vengeance. Bandet har inga fasta bandmedlemmar utöver Lucassen, övriga musiker är gästmusiker och gästsångare. Lucassen tillfrågar själv de musiker och sångare som han önskar ha med sig, beroende på vilket sound han för tillfället är ute efter – han har samarbetat med en lång rad kända artister såsom Anneke van Giersbergen (tidigare The Gathering), Bruce Dickinson (Iron Maiden), Fabio Lione (Rhapsody of Fire), James LaBrie (Dream Theater), Mikael Åkerfeldt (Opeth), Jorn Lande (Masterplan) och Sharon den Adel (Within Temptation). Lucassen skriver all musik och lyrik, och är dessutom en multi-instrumentalist och sångare. Första konserten kunde beskådas hösten 2002. 

## Historik
Arjen Lucassen föddes 3 april 1960 i staden Hilversum men växte upp i kuststaden Haag i Nederländerna tillsammans med sin bror. Till följd av sitt stora musikintresse spelade han istället för något instrument playback till sina stora favoriter Alice Cooper, Slade och The Sweet tillsammans med sitt första band. Enligt egen utsago inspirerades Lucassen att lära sig att spela gitarr först efter att ha lyssnat på Deep Purples "Made in Japan" för första gången, i slutet av 70-talet, och startade under de närmsta åren ett antal mindre band, varav ett känt som "Mover".
1980 sökte Lucassens favoritband "Bodine" en ny sångare, och fastän han själv inte var särskilt optimistisk till sin sångröst gick han på en audition i hopp om att ändå få en plats i bandet som andragitarrist – vilket han också fick. Under denna tidsperiod var det mycket vanligt med så kallade tandem-gitarrister. De två album som släpptes under hans tid i Bodine hette "Bold as Brass" samt "Three Times Running". Arjen stannade i bandet i fyra år, varefter han gick med i det nystartade bandet "Vengeance", med anledning av att han kände sig begränsad i sina möjligheter att uttrycka sina egna musikidéer i Bodine, samt att han ville utvecklas som låtskrivare.  
Lucassen lämnade även Vengeance, efter en farewell tour 1992, mycket på grund av samma anledningar som han lämnade Bodine – han kände sig begränsad av de andra bandmedlemmarna (som alla hade olika musikbakgrund) och skivbolaget, och ville istället göra sin helt egen musik och experimentera med keyboards och maffiga ljudeffekter. På sitt första egna album, "The Final Experiment" (1995) försökte han sig även på att sjunga själv, trots den negativa feedback han tidigare fått angående sin sångröst.

## Influenser
Beatles, Pink Floyd, Led Zeppelin, Rainbow, Deep Purple, Jethro Tull, Queen, Alice Cooper, Mike Oldfield med flera.

## Diskografi

### Studioalbum
- The Final Experiment (1995)
- Actual Fantasy (1996)
- Into the Electric Castle (1998)
- Universal Migrator Part 1: The Dream Sequencer (2000)
- Universal Migrator Part 2: Flight of the Migrator (2000)
- The Human Equation (2004)
- 01011001 (2008)
- The Theory of Everything (2013)
- The Source (2017)

### Samlingsalbum
- Ayreonauts Only (2000)
- Timeline (2008)

### Livealbum/DVD
- The Theater Equation (musikal av The Human Equation, 2015)

### Singel/EP
- "Sail Away to Avalon" (1995)
- "The Stranger From Within" (1996)
- "Temple of the Cat" (2000)
- "Day Eleven: Love" (2004)
- "Loser" (2004)
- "Come Back to Me" (2005)
- "Elected" (EP) (2008)